# 下会坑水库
下会坑水库位于中国江西省上饶县南部花厅镇白塔村，建于丰溪支流花厅水上。是以发电、灌溉、防洪为主要功能的中型水库。电站为引水式发电站。大坝最大高度101米，是中国最高的砌石混凝土双曲拱坝。